# Kudaluru, Magadi
Kudaluru là một làng thuộc tehsil Magadi, huyện Ramanagara, bang Karnataka, Ấn Độ.